# كونستانتين كريوكوف
كونستانتين كريوكوف (مواليد 7 فبراير 1985) هو ممثل روسي، أشتهر لدوره في فيلم الفصيلة التاسعة.

## روابط خارجية
- كونستانتين كريوكوف على موقع IMDb (الإنجليزية)
- كونستانتين كريوكوف على موقع تيرنر كلاسيك موفيز (الإنجليزية)
- كونستانتين كريوكوف على موقع قاعدة بيانات الفيلم (الإنجليزية)
- كونستانتين كريوكوف على موقع ليتربوكسد (الإنجليزية)
- كونستانتين كريوكوف على موقع كينوبويسك (الروسية)